# Katrineholm
Katrineholm este un oraș în Suedia.

## Demografie
| \| Evoluția demografică a zonei urbane Katrineholm, 1970–2015 \| Evoluția demografică a zonei urbane Katrineholm, 1970–2015 \| Evoluția demografică a zonei urbane Katrineholm, 1970–2015 \| Evoluția demografică a zonei urbane Katrineholm, 1970–2015 \| Evoluția demografică a zonei urbane Katrineholm, 1970–2015 \| \| --------------------------------------------------------------------------------------- \| ---------------------------------------------------------- \| ---------------------------------------------------------- \| ---------------------------------------------------------- \| ---------------------------------------------------------- \| \| An \| \| \| Locuitori \| \| \| 1970 \| 1970 \| \| 22.616 \| 22.616 \| \| 1975 \| 1975 \| \| 22.884 \| 22.884 \| \| 1980 \| 1980 \| \| 21.876 \| 21.876 \| \| 1990 \| 1990 \| \| 21.664 \| 21.664 \| \| 1995 \| 1995 \| \| 21.746 \| 21.746 \| \| 2000 \| 2000 \| \| 21.329 \| 21.329 \| \| 2005 \| 2005 \| \| 21.386 \| 21.386 \| \| 2010 \| 2010 \| \| 21.993 \| 21.993 \| \| 2015 \| 2015 \| \| 23.283 \| 23.283 \| \| Sursa: SCB - Statistika Centralbyrån, Folkmängden per tätort. Vart femte år 1960 - 2016 \| \| \| \| \| |      |  |           |        |
| Evoluția demografică a zonei urbane Katrineholm, 1970–2015 |      |  |           |        |
| An |      |  | Locuitori |        |
| 1970 | 1970 |  | 22.616    | 22.616 |
| 1975 | 1975 |  | 22.884    | 22.884 |
| 1980 | 1980 |  | 21.876    | 21.876 |
| 1990 | 1990 |  | 21.664    | 21.664 |
| 1995 | 1995 |  | 21.746    | 21.746 |
| 2000 | 2000 |  | 21.329    | 21.329 |
| 2005 | 2005 |  | 21.386    | 21.386 |
| 2010 | 2010 |  | 21.993    | 21.993 |
| 2015 | 2015 |  | 23.283    | 23.283 |
| Sursa: SCB - Statistika Centralbyrån, Folkmängden per tätort. Vart femte år 1960 - 2016 |      |  |           |        |